# Phyllanthus leptobotryosus
Phyllanthus leptobotryosus là một loài thực vật có hoa trong họ Diệp hạ châu. Loài này được Donn.Sm. miêu tả khoa học đầu tiên năm 1912.